# 院林了法
院林了法（いんばやし りょうほう、生没年不詳）とは、越中国砺波郡石黒荘院林郷（現南砺市旧福野町地域）を本貫とする武士。「左衛門入道」の号を持つ。
院林・太海両郷の地頭であったが、南北朝の争乱に巻き込まれて地頭職を失い、地頭職復帰のため建武の乱で足利尊氏に協力し各地で転戦したことで知られる。

## 出自
平安時代末、石黒荘一帯には古代豪族の利波臣家の末裔といわれる石黒氏が武士団を形成しており、小矢部川流域を通じて砺波郡南部一帯（現南砺市）に広く居住していた。石黒氏は倶利伽羅峠の戦いに活躍した石黒光弘をはじめ「光」字を通字としているが、院林一族にも諱に「光」字を含む者がいることから、院林氏は石黒氏の分家であると考えられている。
1211年（建暦元年）には「院林二郎」なる人物が幕府に対して他所の地頭の妨害を受けていると訴え出て、三代将軍源実朝の御教書によって惣追捕使職を安堵されたことが記録されており、これが史料上での院林氏の初見となる。ただし、この時の院林氏の地位は「惣追捕使職」であって「地頭職」ではなかったことには注意が必要である。1221年（承久3年）に承久の乱が勃発した際には石黒三郎をはじめ石黒一族の多くが宮方に味方して敗れ、院林郷も含め石黒荘内の多くの地頭職が停止された。しかしそれからおよそ50年後、1308年（延慶元年）11月付け関東下知状には「太海院林郷地頭左衛門尉法師家吽」なる人物について記載されており、14世紀初頭までには院林氏が院林・太海両郷地頭職を得たようである。

## 南北朝の争乱と院林了法
14世紀前半、元弘の乱に始まる南北朝の争乱に石黒荘も内乱に巻き込まれるようになったが、この頃には院林家吽の子孫であるとみられる院林了法が院林郷の地頭職にあった。1333年（元弘3年）、鎌倉幕府の滅亡によって建武の新政が始まると、後醍醐天皇は遍智院門跡を聖助法親王に安堵したが、これによってそれまで院林・太海両郷の地頭であった院林了法は地頭職を召し上げられてしまった 。このように鎌倉時代以来の領地でありながら、建武の新政下で没収されてしまった土地のことを歴史学上では「元弘没収地」と呼称している。
これに不満を抱いた院林了法は当時後醍醐天皇に反旗を翻していた足利尊氏を頼り、1336年（建武3年）2月に地頭職安堵を求める言上状を提出して尊氏より安堵を認められている 。しかし、同年2月に北畠顕家らに敗れた足利尊氏は京から九州に落ちのびたため、院林了法も尊氏の東上を助けて各地を転戦することになった。同年4月には丹後国夜久野の合戦で功績を挙げ、6月の比叡山無動寺の合戦では激戦の末息子の院林又六郎光利が戦死するに至ったことが軍忠状によって知られている。
院林了法も含む諸将の活躍により足利尊氏は同年6月に光厳上皇らとともに入京し、8月には光明天皇を即位させた上で『建武式目』を定めた（=室町幕府の成立）。 幕府成立の直後、足利尊氏は醍醐寺座主賢俊に三宝院鎮荘園の保護を約束し、賢俊を三宝院に置いた上で、同年9月には院林了法の院林・太海両郷の知行安堵手続きを行っている。しかし、院林郷では三宝院方の武士である青柳二郎・今村十郎らが院林了法の入部を拒んだため、院林了法は越中守護吉見頼隆の使節沼田家秀らの援助を得て1337年（建武4年）4月にようやく院林郷への復帰を果たした。
これに対し、三宝院の領家職はまず1337年（建武4年）に能登権の息左衛門が雑掌の派遣を妨げると訴え出、更に1338年（暦応元年）には河合入道・院林平六（院林了法か）らが妨害を行うと北朝に訴え出た。このような中で、幕府は院林・太海両郷を闕所地として細河掃部助に与えてしまったが、三宝院は1340年（暦応3年）3月にこれに強く抗議した。この時の言弁状では院林・太海両郷を開所地として与えたことのみならず、「院林・太海両郷は醍醐寺遍智院累代の寺領であるのに、院林六郎左衛門入道了法が庄務を妨げている」とも主張している。
一方、この頃桃井直常が新たに越中国守護に任命されており、院林了法の度重なる上申を受けて1344年（康永3年）に三方院の地頭職乱暴をやめさせよとの御教書が直常に下った。ところが、この時桃井忠常はまだ在京していて越中本国に下向しておらず、三方院の働きかけを受けて1346年（貞和2年）に幕府奉書通りに巡行することはできないと執事の高師直に報告している。そこで、1347年（貞和3年）5月に両者を召し出して直接対決させることとなったが、幕府は延慶元年関東下知状の内容に基づき一旦は院林了法の地頭職を安堵した。しかし、同年8月に三方院側は元久二年八月二七日付け関東下知状を提出し、鎌倉時代より地頭職が設置されていなかったことを主張した。この訴えを受け、幕府引付頭人の上杉朝定は同年8月28日に、三方院の主張を認める旨桃井直常に通達し、院林了法の地頭職は再び停止されてしまった。
三方院の主張を認めた桃井直常・上杉朝定は足利尊氏の弟足利直義の与党であり、尊氏の地頭職安堵を覆すような判決は、尊氏・直義兄弟の対立の先駆けであったと評される。実際に、この2年後の1349年（貞和5年）より足利直義と高師直の対立が激化し、やがて観応の擾乱が勃発するに至ることとなる。一方、この訴訟を最後に院林了法に言及する史料はなくなり、以後院林家に関する記録自体がなくなるため、院林了法の代を以て院林家は没落してしまったようである。

## 院林家略系図
|  |  |  |  |  |  |  |  |  |  | 院林二郎 （1210年代前後）         |  |  |  |
|  |  |  |  |  |  |  |  |  |  |                                   |  |  |  |
|  |  |  |  |  |  |  |  |  |  | 院林左衛門尉家吽 （1300年代前後） |  |  |  |
|  |  |  |  |  |  |  |  |  |  |                                   |  |  |  |
|  |  |  |  |  |  |  |  |  |  | 院林六郎左衛門入道了法            |  |  |  |
|  |  |  |  |  |  |  |  |  |  |                                   |  |  |  |
|  |  |  |  |  |  |  |  |  |  | 院林又六郎光利 （1336年戦死）     |  |  |  |